# Симоненко, Иван Петрович
Иван Петрович Симоненко (род. 17 февраля 1957 года, в селе Коропье, Козелецкого района Черниговской области) — советский и украинский политический деятель. Депутат Верховной Рады Украины второго созыва (1994—1998). В 1998—2009 гг. — председатель партии «Русско-Украинский союз» (РУСЬ).

## Биография
Закончил Киевский государственный университет им. Т. Г. Шевченко в 1989 году, философский факультет. Кандидат политических наук.
1976—1984 гг. — инженер производственной базы Коммунар Черниговского района.
В 1978—1980 гг. — служба в Советской армии.
В 1984—1989 гг. — учёба в Киевском государственном университете. В 1989 г. — преподаватель истории в средней школе № 10 города Чернигова.
1989—1991 — инструктор, заведующий сектором, консультант Новозаводского райкома и Черниговского горкома Компартии Украины.
1991—1994 гг. — учеба в аспирантуре Киевского государственного университета, преподаватель института региональной экономики и управления в городе Чернигове.
1994—1998 гг. — народный депутат Украины, председатель подкомитета Комитета по вопросам экономической политики и управления народным хозяйством, председатель депутатского объединения «Союз» Верховной Рады Украины.
В 2001—2003 гг. — член президиума ВОО «Русское движение Украины». В 2002 году выступал за возвращение вещания в украинском эфире российских телеканалов.
В 2002—2005 гг. — секретарь движения «Наследники Богдана Хмельницкого».
С 2005 года — сопредседатель избирательного блока Н. Витренко «Народная оппозиция», представленного в местных органах власти Юго-Востока Украины.
С 1998 года — председатель партии «Русско-Украинский союз» (РУСЬ). В июне 2008 года участвовал в митинге против НАТО.
20 июня 2009 года на VII съезде Иван Симоненко был смещен с занимаемой должности председателя партии. Как говорилось в сообщении пресс-службы партии, «Его нежелание заниматься партийным строительством, а также деструктивные действия, направленные на разрушение партийного единства, были решительно осуждены большинством членов ЦК, который на своем заседании поставил вопрос о немедленном переизбрании председателя партии».
Часть партийцев во главе с ним заявила о нелегитимности Съезда и непризнании его результатов. Они провели свой VII съезд, на котором было объявлено об исключении из партии группы, поддержавшей избрание нового лидера — Д. Шевчука. Судебные разбирательства ещё продолжаются.

## Семья
Женат, воспитывает сына.